# ギュンター・マロイダ
ギュンター・マロイダ（ドイツ語: Günther Maleuda、1931年1月20日-2012年7月18日）は、ドイツの政治家。ドイツ民主共和国（東ドイツ）で1989年11月のベルリンの壁崩壊の直後から翌年3月の東ドイツ初の（そして最後の）自由選挙まで人民議会議長を務めた。

## 経歴

### 生い立ち・青年期
ドイツ国アルトベーリッツ村（Alt Beelitz（現在のポーランドルブシュ県スタレ＝ビェルツェ）生まれ。1950年、ドイツ社会主義統一党（共産党）の衛星政党、ドイツ民主農民党に入党。1952年から1955年にかけて経済を学ぶ。

### 民主農民党から政界入り
1958年から1967年にはケーニッヒス＝ウュステルハウゼン（Königs Wusterhausen、現在はブランデンブルク州に所在）の郡議会議員となったことを皮切りに、1967年から1976年にはポツダム県議会議員に、1976年から1982年にはハレ県議会議員になった。そして1981年には東ドイツの国会に相当する人民議会議員となった。
1977年から1990年のあいだ、マロイダはドイツ民主農民党の幹部会員だった。1987年3月27日、マロイダは党議長（党首）となり、同時にエーリッヒ・ホーネッカー国家評議会議長（東ドイツの国家元首）を補佐する国家評議会副議長（他国の副大統領に相当）に就任した。

### ベルリンの壁崩壊から民主化期の立法府の長として
東欧革命の波が東ドイツに及びベルリンの壁が崩壊すると、その直後の1989年11月13日、人民議会はホルスト・ジンダーマン議長を解任。後任の議長には当初はドイツ自由民主党のマンフレート・ゲルラッハが有力視されていたが、投票の結果、マロイダがゲルラッハを破って人民議会の議長に選出された。マロイダは人民議会議長として、同日に行政府の長である閣僚評議会議長（首相）に選出されたハンス・モドロウとともに立法府の長としての立場から民主化のための改革を進め、また市民団体などのグループとの円卓会議（この円卓会議はポーランドのそれがモデルであった）に参加した。
しかし1990年3月18日に行われた人民議会の初の自由選挙において党首を務めていた民主農民党は大後退し、マロイダも人民議会の議長ポストをドイツキリスト教民主同盟（当時はまだ東ドイツの政党だが、この時点では西ドイツの同名政党から絶大な支援を受けていた）のザビーネ・ベルクマン＝ポールに譲った。

### ドイツ再統一後の政治活動
1990年のうちに民主農民党は再統一されたドイツの与党たる保守政党・ドイツキリスト教民主同盟（CDU）に吸収されたが、マロイダはCDUへの入党を拒んだ。そして1994年ドイツ連邦議会選挙において、無所属ながらも旧東ドイツを代表する左翼政党の民主社会党（PDS、社会主義統一党の後継政党）のメクレンブルク＝フォアポンメルン州の名簿に登載されて立候補し当選、連邦議会（下院に相当）の議員となり、1998年まで務めた。この間、民主社会党の農業分野の顧問であった。その後、2000年にはヨハネス・ラウ大統領の政党の政治資金に関する委員会の相談役となった。ベルリン近郊のベルナウにて死去。